# جدعون ك. مودي
جدعون ك. مودي (بالإنجليزية: Gideon C. Moody)‏ هو قاضي ومحامي وسياسي أمريكي، ولد في 16 أكتوبر 1832 في كورتلاند في الولايات المتحدة، وتوفي في 17 مارس 1904 في لوس أنجلوس في الولايات المتحدة. حزبياً، نشط في الحزب الجمهوري. وقد انتخب عضو مجلس نواب إنديانا وانتخب عضو مجلس الشيوخ الأمريكي.